# FCS Nacional
El FCS Nacional fue un equipo de fútbol de Surinam que alguna vez jugó en la SVB-Hoofdklasse, la liga de fútbol más importante del país.

## Historia
Fue fundado en el año 1960 en la capital Paramaribo con el nombre SV Boxel, el cual usó hasta el año 2003, cuando lo cambió por el que usa actualmente. Ha sido campeón de Liga en 1 ocasión, lo mismo el torneo de copa y la Copa Presidente de Surinam.
A nivel internacional participó en 1 torneo continental, en el Campeonato de Clubes de la CFU del año 2003, donde fue eliminado en la Segunda ronda por el W Connection de Trinidad y Tobago.
Descendió en la Temporada 2009-10 el 7 de mayo a causa de que suspendió a todos sus jugadores por mostrar un bajo rendimiento en los entrenamientos, por lo que solo jugaron la mitad del torneo.
El 22 de diciembre de 2013 el club desaparece a causa de que se fusiona con el Deva Boys para crear al Nacional Deva Boys.

## Palmarés
- SVB-Hoofdklasse: 1

2003
- Copa de Surinam: 1

2005
- Copa Presidente de Surinam: 1

2005

## Participación en competiciones de la CONCACAF
- Campeonato de Clubes de la CFU: 1 aparición

2003 - Segunda ronda